# 勒布林湖
53°11′14″N 13°07′00″E / 53.18711°N 13.116646°E

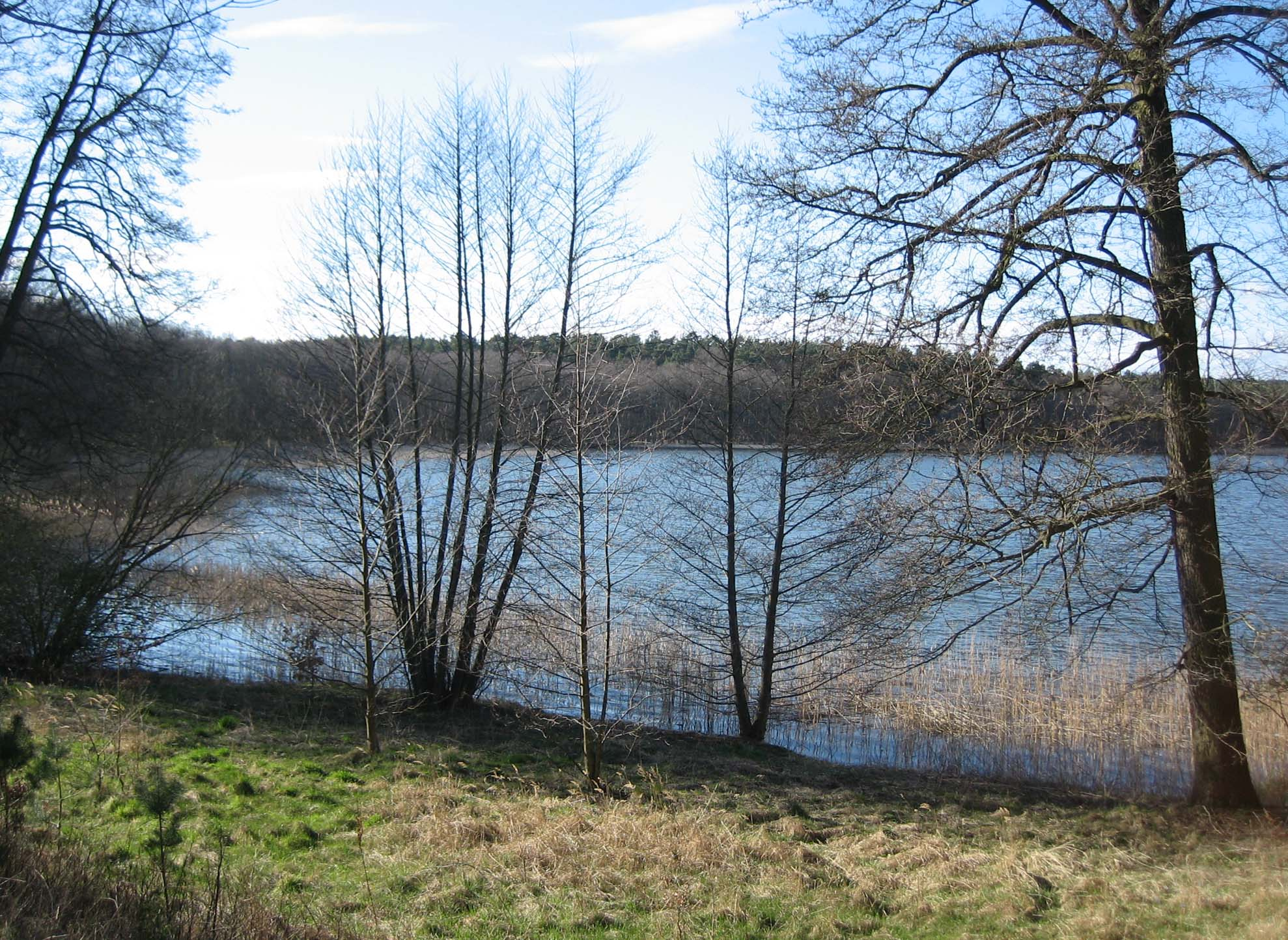

勒布林湖（德語：Röblinsee），是德國的湖泊，位於該國東北部，由勃蘭登堡州負責管轄，長2公里、寬0.5公里，面積0.7平方公里，海拔高度52米，湖水來自哈弗爾河。